# Червинский, Константин Александрович
Константин Александрович Червинский (укр. Костянтин Олександрович Червінський; 1 июня 1919, с. Пиков, Подольская губерния — 21 августа 2002, Черновцы) — советский и украинский учёный, доктор химических наук, почётный профессор Черновицкого университета, заслуженный деятель науки и техники Украины, ректор Черновицкого университета в 1968—1987 годах.

## Биография
Родился в семье учителей.
Одновременно учился в вечерней школе и работал на Каменногорском сахарном заводе.
В 1937 году поступил в Харьковский химико-технологический институт (позднее объединён с Харьковским политехническим институтом), но война прервала обучение — студент Константин Червинский с 4-го курса добровольцем ушёл на фронт.
С июля по декабрь 1941 года К. Червинский воевал на Юго-Западном фронте, откуда его отправили в артиллерийское училище.
После училища снова был направлен на фронт. За участие в Ясско-Кишиневской операции капитан Червинский был представлен к званию Героя Советского Союза (но не получил). За выполнение боевых заданий награждён орденами и медалями.
После войны продолжил прерванное обучение уже в Рубежанском химико-технологическом институте и параллельно работал в Рубежанском научно-исследовательском институте.
После получения высшего образования, поступил в аспирантуру и в 1952 году защитил кандидатскую диссертацию.
В 1951 году начал работать ассистентом, а позже доцентом на кафедре основного органического синтеза Днепропетровского химико-технологического института.
В течение 1961—1968 лет занимал должность заведующего проблемной лаборатории пластмассы и полупродуктов для них, по результатам исследований защитил докторскую диссертацию.
В 1968 году К. А. Червинский был назначен ректором Черновицкого университета.
Почти 20 лет Червинский руководил научно-педагогической деятельностью вуза, обучением и воспитанием студентов. За время его ректорства был построен студенческий городок, началось строительство нового учебного корпуса.
Умер Константин Александрович Червинский 21 августа 2002 года, похоронен в Черновцах.

## Научно-педагогическая деятельность
Профессор К. Червинский основал научную школу по исследованию проблем жидко-фазного окисления, в которой подготовлено 70 специалистов, в том числе 18 кандидатов и 4 доктора наук.
Он автор около 270 научных трудов, 22 изобретений, 6 из которых внедрены в производство.
Автор двух монографий: «Технологические методы нефтехимического синтеза» и «Управление реакций нефтехимического синтеза» и пособия «Сырьё основного органического синтеза».

## Награды
- Орден Отечественной войны I степени;
- Орден Красной Звезды;
- Четыре медали;
- Заслуженный деятель науки и техники Украины;
- Почётный профессор Черновицкого университета (1995)[2].

## Память
Мемориальная доска на доме, где жил К. А. Червинский.